# Дуб Гонти
Дуб Гонти. Обхват 4,50 м. Висота 22 м. Вік понад 300 років. Зростає в дендропарку  Софіївка, м. Умань, Черкаська область. Названий на честь одного з керівників  Коліївщини (1768 р.) уманського сотника  І. Гонти. Вимагає заповідання.

## Ресурси Інтернету
- Фотогалерея самых старых и выдающихся деревьев Украины  [Архівовано 8 квітня 2014 у Wayback Machine.]

## Виноски
1. 1 2 3   Шнайдер С. Л., Борейко В. Е., Стеценко Н. Ф. 500 выдающихся деревьев Украины. — К.: КЭКЦ, 2011. — 203 с.